# Liste der Kulturdenkmale in Hohenstein (Thüringen)
Die Liste der Kulturdenkmale in Hohenstein umfasst die als Ensembles, Straßenzüge und Einzeldenkmale erfassten Kulturdenkmale in der thüringischen Gemeinde Hohenstein und ihrer Ortsteile.
Die Angaben in der Liste ersetzen nicht die rechtsverbindliche Auskunft der zuständigen Denkmalschutzbehörde.

## Legende
- Bild: zeigt ein Bild des Kulturdenkmals und gegebenenfalls einen Link zu weiteren Fotos des Kulturdenkmals im Medienarchiv Wikimedia Commons
- Bezeichnung: Name, Bezeichnung oder die Art des Kulturdenkmals
- Lage: Wenn vorhanden Straßenname und Hausnummer des Kulturdenkmals; Grundsortierung der Liste erfolgt nach dieser Adresse. Der Link Karte führt zu verschiedenen Kartendarstellungen und nennt die Koordinaten des Kulturdenkmals.
 Kartenansicht, um Koordinaten zu setzen – in dieser Kartenansicht sind Kulturdenkmale ohne Koordinaten mit einem roten bzw. orangen Marker dargestellt und können in der Karte gesetzt werden. Kulturdenkmale ohne Bild sind mit einem blauen bzw. roten Marker gekennzeichnet, Kulturdenkmale mit Bild mit einem grünen bzw. orangen Marker.
- Datierung: gibt das Jahr der Fertigstellung beziehungsweise das Datum der Erstnennung oder den Zeitraum der Errichtung an
- Beschreibung: bauliche und geschichtliche Einzelheiten des Kulturdenkmals, vorzugsweise die Denkmaleigenschaften
- ID: Die ID identifiziert das Kulturdenkmal eindeutig. In Thüringen sind aktuell keine IDs veröffentlicht. In der ID-Spalte kann sich auch folgendes Icon  befinden, dies führt zu Angaben zu diesem Kulturdenkmal bei Wikidata.

## Kulturdenkmale nach Ortsteilen

### Branderode
| Bild                           | Bezeichnung           | Lage                                                                                              | Datierung | Beschreibung                                                                 | ID |
| ------------------------------ | --------------------- | ------------------------------------------------------------------------------------------------- | --------- | ---------------------------------------------------------------------------- | -- |
| weitere Bilder Fotos hochladen | Kirche St. Andreas    | Branderoder Hauptstraße 18 (Karte)                                                                |           | St.-Andreas-Kirche samt künstlerischer Ausstattung, Kirchhof und Einfriedung |    |
| BW                             | Wohnhaus              | Branderoder Hauptstraße 6 (Karte)                                                                 |           | Wohnhaus                                                                     |    |
| BW                             | Wohnhaus              | Branderoder Hauptstraße 7 (Karte)                                                                 |           | Wohnhaus und Gehöft                                                          |    |
| BW                             | Wohnhaus              | Branderoder Hauptstraße 12 (Karte)                                                                |           | Wohnhaus ohne Anbau                                                          |    |
| BW                             | Wohnhaus              | Branderoder Hauptstraße 50 (Karte)                                                                |           | Wohnhaus                                                                     |    |
| BW                             | ehemaliges Backhaus   | Branderoder Kirchstraße 27 (Karte)                                                                |           | ehemaliges Backhaus                                                          |    |
| BW                             | Wohnhaus und Scheune  | Branderoder Kirchstraße 28 (Karte)                                                                |           | Wohnhaus und Scheune                                                         |    |
| BW                             | Wohnhaus und Speicher | Pfingstrasen 42 (Karte)                                                                           |           | Wohnhaus und Speicher                                                        |    |
| BW                             | Wohnhaus              | Unter der Linde 10 (Karte)                                                                        |           | Ferienhaus, „Siggis Ferienwohnung“                                           |    |
| BW                             | Wohnhaus              | Unter der Linde 49 (Karte)                                                                        |           | Wohnhaus                                                                     |    |
| BW                             | Straßenzug            | Branderoder Hauptstraße 2–8, 12, 30–34, 36–40, 54, 59, Pfingsrasen 14, Unter der Linde 44 (Karte) |           | Straßenzug                                                                   |    |

### Holbach
| Bild                           | Bezeichnung             | Lage                            | Datierung | Beschreibung                                                     | ID |
| ------------------------------ | ----------------------- | ------------------------------- | --------- | ---------------------------------------------------------------- | -- |
| weitere Bilder Fotos hochladen | Kirche St. Bartholomäus | Holbacher Dorfstraße (Karte)    |           | Kirche samt künstlerischer Ausstattung, Kirchhof und Einfriedung |    |
| BW                             | Hofanlage               | Holbacher Dorfstraße 6 (Karte)  |           | Hofanlage                                                        |    |
| BW                             | ehemaliger Gasthof      | Holbacher Dorfstraße 11 (Karte) |           | ehemaliger Gasthof                                               |    |

### Klettenberg
| Bild                                    | Bezeichnung                     | Lage                              | Datierung | Beschreibung                                                                 | ID |
| --------------------------------------- | ------------------------------- | --------------------------------- | --------- | ---------------------------------------------------------------------------- | -- |
| weitere Bilder Fotos hochladen          | Evangelische Kirche St. Nicolai | (Karte)                           |           | St.-Nicolai-Kirche samt künstlerischer Ausstattung, Kirchhof und Einfriedung |    |
| BW                                      | Wohnhaus                        | Kalkbergstraße 22 (Karte)         |           | Wohnhaus                                                                     |    |
| Fotos hochladen                         | Gemeindeverwaltung              | Ernst-Thälmann-Straße 62 (Karte)  |           | Gemeindeverwaltung, ehemaliges Gutshaus                                      |    |
| BW                                      | ehemaliger Pfarrhof             | Ernst-Thälmann-Straße 72 (Karte)  |           | ehemaliger Pfarrhof                                                          |    |
| BW                                      | ehemaliges Gutshaus             | Ernst-Thälmann-Straße 104 (Karte) |           | ehemaliges Gutshaus                                                          |    |
| Direkt Bild zu diesem Denkmal hochladen | Marienkapelle                   | Tettenborner Straße               |           | Ruine der ehemaligen Marienkapelle                                           |    |

### Liebenrode
| Bild                           | Bezeichnung      | Lage                                           | Datierung | Beschreibung                                                               | ID |
| ------------------------------ | ---------------- | ---------------------------------------------- | --------- | -------------------------------------------------------------------------- | -- |
| weitere Bilder Fotos hochladen | Kirche St. Petri | (Karte)                                        |           | St.-Petri-Kirche samt künstlerischer Ausstattung, Kirchhof und Einfriedung |    |
| BW                             | Hofanlage        | Liebenroder Kirchstraße 58 (Karte)             |           | Hofanlage                                                                  |    |
| BW                             | Hofanlage        | Lindenstraße 35 (Karte)                        |           | Hofanlage                                                                  |    |
| BW                             | Pfarrhof         | Liebenroder Schulberg 3 (Karte)                |           | Pfarrhof                                                                   |    |
| BW                             | Straßenzug       | Liebenroder Schulberg 1, 3, 4, 5, 6, 9 (Karte) |           | Straßenzug Liebenroder Schulberg 1, 3, 4, 5, 6, 9                          |    |

### Limlingerode
| Bild                           | Bezeichnung                | Lage                   | Datierung | Beschreibung                                                     | ID |
| ------------------------------ | -------------------------- | ---------------------- | --------- | ---------------------------------------------------------------- | -- |
| weitere Bilder Fotos hochladen | Dorfkirche                 | Lange Reihe 11 (Karte) |           | Kirche samt künstlerischer Ausstattung, Kirchhof und Einfriedung |    |
| BW                             | Hofanlage                  | Lange Reihe 1 (Karte)  |           | Hofanlage                                                        |    |
| weitere Bilder Fotos hochladen | Kulturstätte „Sara Kirsch“ | Lange Reihe 11 (Karte) |           | ehemaliges Pfarrhaus                                             |    |

### Mackenrode
| Bild                           | Bezeichnung      | Lage                               | Datierung | Beschreibung                                                               | ID |
| ------------------------------ | ---------------- | ---------------------------------- | --------- | -------------------------------------------------------------------------- | -- |
| weitere Bilder Fotos hochladen | Kirche St. Petri | Pfarrgasse (Karte)                 |           | St.-Petri-Kirche samt künstlerischer Ausstattung, Kirchhof und Einfriedung |    |
| BW                             | Hofanlage        | Kastanienplatz 1 (Karte)           |           | Hofanlage                                                                  |    |
| BW                             | Wohnhaus         | Mackenroder Hauptstraße 53 (Karte) |           | Wohnhaus                                                                   |    |
| BW                             | Wohnhaus         | Mackenroder Hauptstraße 54 (Karte) |           | Wohnhaus                                                                   |    |
| BW                             | Wohnhaus         | Mackenroder Hauptstraße 64 (Karte) |           | Wohnhaus                                                                   |    |

### Obersachswerfen
| Bild                                    | Bezeichnung  | Lage                    | Datierung | Beschreibung                                                           | ID |
| --------------------------------------- | ------------ | ----------------------- | --------- | ---------------------------------------------------------------------- | -- |
| weitere Bilder Fotos hochladen          | Marienkirche | Südharzstraße 4 (Karte) |           | Marienkirche samt künstlerischer Ausstattung, Kirchhof und Einfriedung |    |
| Direkt Bild zu diesem Denkmal hochladen | Wohnhaus     | Südharzstraße 1         |           | Wohnhaus                                                               |    |

### Schiedungen
| Bild                           | Bezeichnung        | Lage                           | Datierung | Beschreibung                                                                 | ID |
| ------------------------------ | ------------------ | ------------------------------ | --------- | ---------------------------------------------------------------------------- | -- |
| weitere Bilder Fotos hochladen | Heiliggeist-Kirche | Schiedunger Dorfstraße (Karte) |           | Heiliggeist-Kirche samt künstlerischer Ausstattung, Kirchhof und Einfriedung |    |
| BW                             | Straßenzug         | Platz 2, 3, 8 (Karte)          |           | Straßenzug, Platz 2, 3, 8                                                    |    |

### Trebra
| Bild                           | Bezeichnung        | Lage                           | Datierung | Beschreibung                                                     | ID |
| ------------------------------ | ------------------ | ------------------------------ | --------- | ---------------------------------------------------------------- | -- |
| weitere Bilder Fotos hochladen | Kirche St. Nicolai | Schulstraße (Karte)            |           | Kirche samt künstlerischer Ausstattung, Kirchhof und Einfriedung |    |
| Fotos hochladen                | Pfarrhaus          | Bleicheröder Straße 70 (Karte) |           | Pfarrhaus                                                        |    |
| BW                             | Gasthof Zur Linde  | Bleicheröder Straße 78 (Karte) |           | Gasthof                                                          |    |
| BW                             | Hofanlage          | Schulstraße 1 (Karte)          |           | Hofanlage                                                        |    |